# Hayato Sasaki
Pour les articles homonymes, voir Sasaki.
Hayato Sasaki (佐々木 勇人, Sasaki Hayato) est un footballeur japonais né le 29 novembre 1982 à Shiogama. Il évolue au poste de milieu de terrain.

## Palmarès
- Vainqueur de la Ligue des champions de l'AFC en 2008 avec le Gamba Osaka
- Vainqueur de la Coupe du Japon en 2008 et 2009 avec le Gamba Osaka